# Gleby szarobrązowe
Gleby szarobrązowe (inaczej cynamonowe) – gleby znajdujące się w okolicach zwrotników; często gleby szarobrązowe sąsiadują bezpośrednio z glebami brązowymi.
Gleby te występują:
- na terenie Ameryki Północnej – obejmują tereny północnego Meksyku oraz południowo-zachodnie Stany Zjednoczone
- na terenie Ameryki Południowej – obejmują tereny środkowej Argentyny tworząc cienki pas od południka 25°S w kierunku SSW do 42°S
- na terenie Azji – niewielkie tereny na południowy zachód od Morza Kaspijskiego, południowa część Turcji, niewielki obszar na północ od biegu górnego rzeki Amu-darii oraz nieco większy obszar nad Morzem Żółtym
- na terenie Europy – południowa część półwyspu Bałkańskiego, wąski pasek wybrzeża Półwyspu Apenińskiego, znaczna część Półwyspu Iberyjskiego oraz na wyspach na jej znacznych powierzchniach - Baleary, Sycylia, Korsyka oraz Sardynia
- na terenie Australii – powierzchnia porównywalna do wielkości Francji na skraju południowo-zachodnim oraz wąski pas równoległy do Wielkich Gór Wododziałowych znajdujący się na zachód od nich ciągnący się od południka 30°S aż do wschodnich wybrzeży Zatoki Encounter.
- na terenie Afryki obejmują tereny: 
  - na północy: wybrzeża nad Morzem Śródziemnym na terenie państw Maroka i Algierii
  - na południu: południowe wybrzeże RPA oraz okolice miast Johannesburg oraz Maseru